# Supercopa Ecuatoriana 1969
La Supercopa Ecuatoriana 1969 o Copa de Campeones del Ecuador 1969 fue la 1.ª edición del Campeonato de Campeones del Ecuador. El torneo contó con la participación de los 4 de los 5 campeones del Ecuador hasta ese año. La Supercopa se jugó íntegramente en el Estadio George Capwell.
Este torneo es un "antecesor" de la actual Supercopa Ecuador, aunque no guarden mucha relación y tengan diferencias en su formato, ya que la jugaban todos los clubes campeones ecuatorianos. La antigua Supercopa es de los otros torneos secundarios que con anterioridad se habían jugado en el país, al igual que la Copa Ecuador de la época, que se jugaría en el año siguiente para obtener un representante de la Recopa Sudamericana de Clubes. Asimismo, esta Copa Ecuador no tiene relación con la actual Copa Ecuador.

## Sistema de competición
Disputaron el título 4 equipos, 2 del Guayas y 2 de Pichincha.
El torneo constituyó en cuadrangular a una sola vuelta que se jugó todos contra todos; se contemplaban tiempos extras si había empates y cobro de penales en caso de persistir la igualdad.

## Equipos participantes
| Equipo                     | Ciudad    | Vía de clasificación                                            |
| -------------------------- | --------- | --------------------------------------------------------------- |
| Sociedad Deportivo Quito   | Quito     | Campeón del Campeonato Ecuatoriano de Fútbol 1964, 1968.        |
| Club Deportivo El Nacional | Quito     | Campeón del Campeonato Ecuatoriano de Fútbol 1967.              |
| Club Sport Emelec          | Guayaquil | Campeón del Campeonato Ecuatoriano de Fútbol 1957, 1961 y 1965. |
| Club Deportivo Everest     | Guayaquil | Campeón del Campeonato Ecuatoriano de Fútbol 1962.              |

Barcelona, campeón de los certámenes de 1960, 1963 y 1966, se abstuvo de competir.

## Equipos por ubicación geográfica
| Provincia | N.º | Equipos                         |
| --------- | --- | ------------------------------- |
| Pichincha | 2   | - Deportivo Quito - El Nacional |
| Guayas    | 2   | - Emelec - Everest              |

| Emelec Everest Deportivo Quito El Nacional |

## Desarrollo

### Clasificación
| Pos. | Equipo          | Pts. | PJ | G | E | P | GF | GC | Dif. |  |
| ---- | --------------- | ---- | -- | - | - | - | -- | -- | ---- |  |
| 1    | Everest         | 6    | 3  | 3 | 0 | 0 | 9  | 4  | +5   |  |
| 2    | Emelec          | 4    | 3  | 2 | 0 | 1 | 5  | 4  | +1   |  |
| 3    | Deportivo Quito | 2    | 3  | 1 | 0 | 2 | 2  | 6  | −4   |  |
| 4    | El Nacional     | 0    | 3  | 0 | 0 | 3 | 3  | 5  | −2   |  |

 Fuente: [cita requerida]

### Evolución de la clasificación
| Equipo / Fecha  | 1 | 2 | 3 |
| --------------- | - | - | - |
| Everest         | 1 | 1 | 1 |
| Emelec          | 2 | 2 | 2 |
| Deportivo Quito | 4 | 3 | 1 |
| El Nacional     | 3 | 4 | 4 |

### Resultados
| 13 de julio de 1969 | Everest                                                            | 4:1 | Deportivo Quito           | Estadio George Capwell, Guayaquil |  |
|                     | Alfredo Aguirre ...' · Juán Sotomayor ...', ...' · Ciro Ávila ...' |     | Hugo De los Santos ...' · |                                   |  |

| 13 de julio de 1969 | El Nacional        | 1:2 | Emelec                                    | Estadio George Capwell, Guayaquil |  |
|                     | Fausto Correa ...' |     | Galo Pulido ...' · Bolívar Merizalde ...' |                                   |  |

| 16 de julio de 1969 | Deportivo Quito         | 1:1 (4:3 p.) | El Nacional          | Estadio George Capwell, Guayaquil |  |
|                     | Hugo De los Santos ...' |              | Antonio Pavón ...' · |                                   |  |

| 16 de julio de 1969 | Emelec                                      | 2:3 | Everest                                               | Estadio George Capwell, Guayaquil |  |
|                     | Bolívar Merizalde ...' · Lucio Calonga ...' |     | Felipe Mina ...' (a.g.) · Enrique Raymondi ...', ...' |                                   |  |

| 20 de julio de 1969 | Emelec                | 1:0 | Deportivo Quito | Estadio George Capwell, Guayaquil |  |
|                     | Bolívar Merizalde 52' |     |                 |                                   |  |

| 20 de julio de 1969 | Everest                                 | 2:1 | El Nacional           | Estadio George Capwell, Guayaquil |  |
|                     | Enrique Raymondi 32' · Agustín Cruz 88' |     | Marcelo Cabezas 14' · |                                   |  |

### Campeón
|                     |
| Everest 1.er Título |

## Goleadores
| Jugador            | Equipo          | Goles |
| ------------------ | --------------- | ----- |
| Enrique Raymondi   | Everest         | 3     |
| Bolívar Merizalde  | Emelec          | 3     |
| Hugo de los Santos | Deportivo Quito | 2     |